# Alfred Jaryan
Alfred Jaryan (Paynesville, 24 settembre 1988) è un calciatore liberiano, centrocampista del Sangha.

## Carriera

### Club
Nel 2010 si trasferisce in India per giocare nel Mohammedan, dove rimane fino al 2013; nella stagione 2013-2014 segna 2 gol in 8 partite nella prima divisione indiana con il Mumbai, per poi far ritorno al Mohammedan, dove trascorre la stagione 2014-2015.
Nell'estate del 2015 si trasferisce all'Aizawl, club neopromosso nella prima divisione indiana, con cui giocando stabilmente da titolare vince la I-League 2016-2017 prendendo così anche parte ai successivi turni preliminari di AFC Champions League, nei quali gioca una partita, oltre che alla Coppa dell'AFC 2018, in cui gioca 6 partite.

### Nazionale
Ha ricevuto la sua unica convocazione in nazionale per la partita dell'11 giugno 2017 contro lo Zimbabwe, valevole per le qualificazioni alla Coppa d'Africa, restando però in panchina.

## Statistiche

### Presenze e reti nei club
| Stagione        | Club            | Campionato      | Campionato | Campionato | Coppe nazionali | Coppe nazionali | Coppe nazionali | Coppe continentali | Coppe continentali | Coppe continentali | Supercoppe | Supercoppe | Supercoppe | Totale | Totale |
| Stagione        | Club            | Comp            | Pres       | Reti       | Comp            | Pres            | Reti            | Comp               | Pres               | Reti               | Comp       | Pres       | Reti       | Pres   | Reti   |
| --------------- | --------------- | --------------- | ---------- | ---------- | --------------- | --------------- | --------------- | ------------------ | ------------------ | ------------------ | ---------- | ---------- | ---------- | ------ | ------ |
| 2013-2014       | Mumbai          | IL              | 8          | 2          | CF              | 0               | 0               | -                  | -                  | -                  | DC         | 0          | 0          | 8      | 2      |
| 2015            | Mohammedan      | IL2             | ?          | ?          | -               | -               | -               | -                  | -                  | -                  | -          | -          | -          | ?      | ?      |
| 2015-2016       | Aizawl          | IL              | 16         | 2          | CF              | 1               | 0               | -                  | -                  | -                  | DC         | 0          | 0          | 17     | 2      |
| 2016-2017       | Aizawl          | IL              | 17         | 0          | CF              | 3               | 0               | -                  | -                  | -                  | DC         | 0          | 0          | 20     | 0      |
| 2017-2018       | Aizawl          | IL              | 17         | 0          | SC              | 2               | 0               | AFC Cup            | 6                  | 0                  | -          | -          | -          | 25     | 0      |
| 2018-2019       | Aizawl          | IL              | 17         | 0          | SC              | 0               | 0               | -                  | -                  | -                  | -          | -          | -          | 17     | 0      |
| 2019-2020       | Aizawl          | IL              | 15         | 0          | SC              | -               | -               | -                  | -                  | -                  | -          | -          | -          | 15     | 0      |
| 2020-2021       | Aizawl          | IL              | 6          | 0          | SC              | 0               | 0               | -                  | -                  | -                  | -          | -          | -          | 6      | 0      |
| Totale Aizawl   | Totale Aizawl   | Totale Aizawl   | 88         | 2          |                 | 6               | 0               |                    | 6                  | 0                  |            | -          | -          | 100    | 2      |
| Totale Carriera | Totale Carriera | Totale Carriera | 96+        | 2+         |                 | 6               | 0               |                    | 6                  | 0                  |            | -          | -          | 108+   | 4+     |

## Palmarès

### Club

#### Competizioni nazionali
- I-League: 1

Aizawl: 2016-2017